# アンドレ・ビヨゴ・ポコ
アンドレ・イヴァン・ビヨゴ・ポコ（André Ivan Biyogo Poko 、1993年1月1日 - ）は、ガボン・ビタム出身のプロサッカー選手。ガボン代表。ギョズテペSK所属。ポジションは、ミッドフィールダー。

## 経歴
2011年8月31日、リーグ・アンのFCジロンダン・ボルドーと3年契約を結んだ。

## タイトル
ボルドー
- クープ・ドゥ・フランス: 2012–13